# Törvény vagy hatósági rendelkezés elleni izgatás
A törvény vagy hatósági rendelkezés elleni izgatás a köznyugalom elleni bűncselekmények csoportjába tartozik, e bűncselekmény biztosítja a törvény, jogszabály vagy más hatósági rendelkezés tiszteletben tartásához fűződő társadalmi érdeket.

## Magyar szabályozás
Btk. 268. § Aki nagy nyilvánosság előtt, a köznyugalom megzavarására alkalmas módon törvény vagy más jogszabály, avagy a hatóság rendelkezése ellen általános engedetlenségre uszít, bűntettet követ el, és három évig terjedő szabadságvesztéssel büntetendő.

### Elkövetési magatartás
A bűncselekmény elkövetési magatartása a nagy nyilvánosság előtti általános engedetlenségre uszítás. Az uszítás lényege a más személyre gyakorolt érzelmi ráhatás. Az elkövető magatartásának alkalmasnak kell lennie a köznyugalom megzavarására.

### Nagy nyilvánosság
Nagy nyilvánosság alatt a bírói gyakorlat olyan nagyobb létszámú csoportosulást határoz meg, melyben a jelenlévők létszáma egyszeri ránézéssel nem állapítható meg. Megvalósulhat zárt rendezvényen is, ha nagyobb létszámú csoport van jelen. A Btk. 137. § 12. pontja szerint nagy nyilvánosságon a bűncselekménynek a sajtó, egyéb tömegtájékoztatási eszköz, sokszorosítás, illetőleg elektronikus hírközlő hálózaton való közzététel útján történő elkövetését is érteni kell.